# Njarðvík
Njarðvík es una pequeña ciudad (kaupstaðir) de la República de Islandia de unos 4.400 habitantes. Está situada al oeste de la península de Reykjanesskagi, la más austral de la isla. Se trata de una tranquila ciudad portuaria cuya principal industria es la pesca. Njarðvík pertenece junto con Keflavík, desde 1994, al municipio de Reykjanesbær. 
El edificio más famoso en Njarðvík es la iglesia de hormigón de Ytri-Njarðvíkurkirkja que fue construida en 1979 por Ormar Þór Guðmundsson y Örnólfur Hall. En la parte más antigua de la ciudad hay una iglesia de piedra llamada Innri-Njarðvíkurkirkja, fue construida en 1886.
- Datos: Q3342356
- Multimedia: Njarðvík / Q3342356